# Vessioli (Prikubanski)
Vessioli - Весёлый (rus) és un possiólok que pertany al possiólok de Prikubanski (krai de Krasnodar, Rússia). Es troba a la vora del Górkaia, afluent per la dreta del riu Kuban, molt a prop de la fronter amb el krai de Stàvropol. És a 18 km al sud-est de Novokubansk i a 179 km a l'est de Krasnodar.